# Gondolo

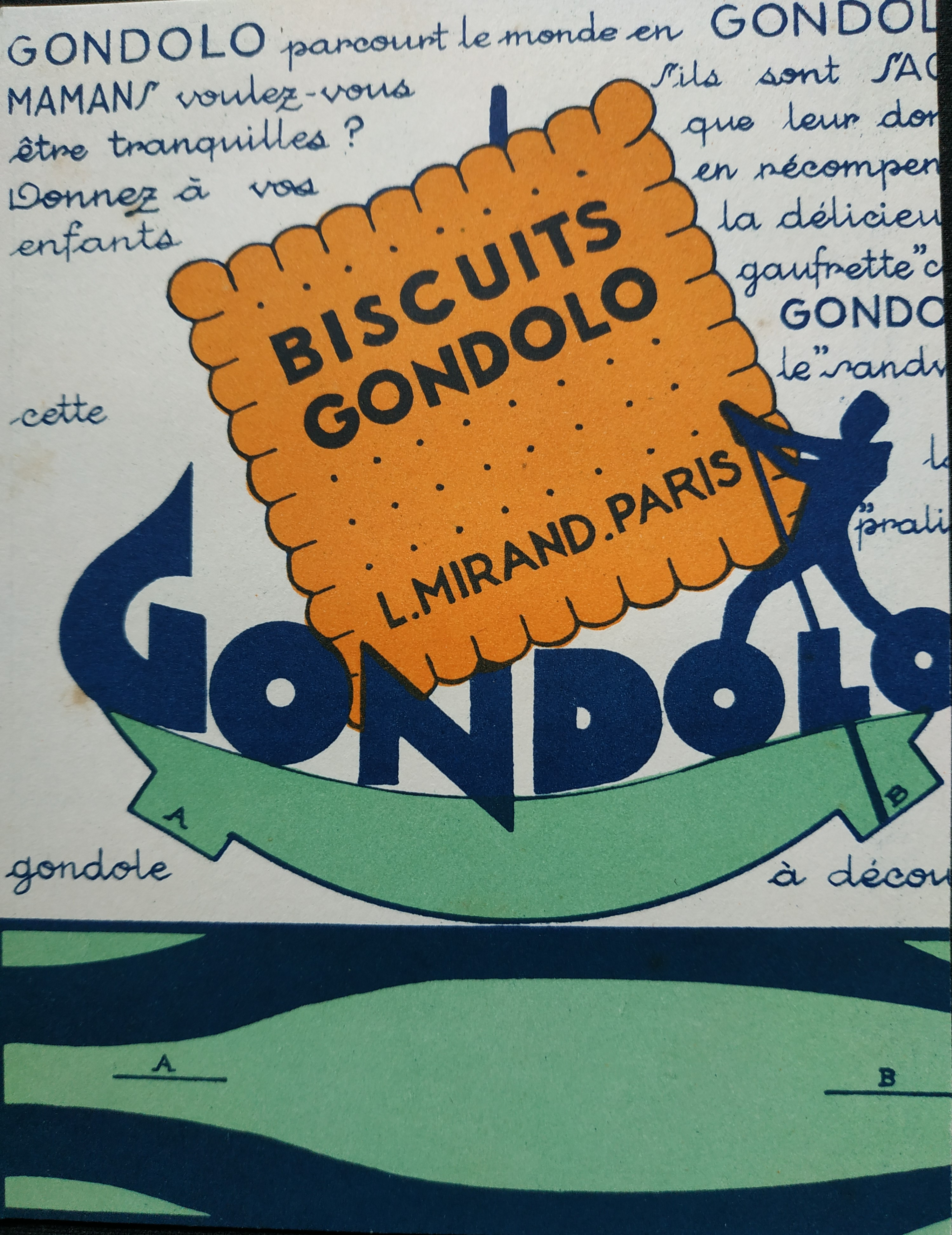
Publicité pour les biscuits Gondolo (vers 1940).

Gondolo est une ancienne marque française de biscuits qui, au fil des ans et des fusions, est devenue Belin en 1965. Le slogan était : « Gondolo, le biscuit qu'il vous faut ».
Un projet de relance de la marque a débuté en 2015 avec l'agence de design Neway Partners.

## Historique
(avril 2015).
- 1843 Création d'une fabrique de gaufrettes par Paul Gondolo.
- 1898 Rachat de la société par deux frères, Camille et Raymond Belin et fondent la société des spécialités Gondolo.
- 1901 Mise en faillite de la société des deux frères.
- 1902 Rachat pour deux mille francs de cet atelier parisien par Lucien Mirand.
- 1903 Ouverture d'une nouvelle usine à Saint-Maurice (Val-de-Marne) non loin de Paris.
- 1922 Déménagement de l'usine de Saint-Maurice et ouverture d'une nouvelle usine à Maisons-Alfort.
- 1941 Succession de Lucien Mirand par ses beaux fils, Pierre et Louis Scelles.
- 1961 Rachat par le groupe américain National Biscuit Company, Nabisco.
- 1965 Fusion avec Belin, société acquise en 1963 par Nabisco.
- 1975 Fermeture du dernier site de Gondolo à Maisons-Alfort et disparition de la marque.
- 2015 Renaissance de la marque Gondolo.